# Der Kampf der Tertia (1928)
Der Kampf der Tertia (auch: “Jugend von morgen”) ist ein stummer deutscher Jugendfilm aus dem Jahre 1928, den Max Mack für die Terra-Film AG Berlin inszenierte. Der Geschichte liegt der gleichnamige, 1927 erschienene Roman von Wilhelm Speyer zugrunde, nach dem Mack und Axel Eggebrecht das Drehbuch schrieben. In den Hauptrollen spielen Ilse Stobrawa, Gustl Gstettenbaur und Max Schreck.

## Handlung
Die Handlung findet auf einer Watteninsel in der Nordsee und in der angrenzenden, kleinen norddeutschen Festlands-Küstenstadt Boestrum statt. Die Tertia auf der Hallig mit ihren sportbegeisterten, aufgeweckten und sehr lebhaften Jungen steht im Mittelpunkt des Geschehens. Das einzige Mädchen der Klasse ist die resolute Daniela, eine perfekt mit Pfeil und Bogen umgehende, drahtige Amazone, die sich mit ihrer handfesten und burschikosen Art gegenüber den Jungs zur Wortführerin gemausert hat. Bei keinem Abenteuer und keiner noch so wilden Unternehmung ist sie nicht dabei und hat sich so den Respekt, bisweilen sogar die Furcht der Mitschüler verdient. Eines Tages überspannt Daniela, die sauer ist, weil sie (als Mädchen) von ihren Mitschülern trotz ihres vollen Einsatzes in allen Belangen dennoch nicht zum „Häuptling“ gewählt wurde, den Bogen, sodass sie von den Jungs der Tertia ausgestoßen wird. Sichtlich betroffen zieht sich Daniela von der Tertia zurück und verbarrikadiert sich in einer stacheldrahtumzäunten Sandburg. Als der Boestrumer Stadtrat eine brutale Entscheidung trifft, raufen sich die empörten Tertianer alle zusammen und blasen zum Angriff. Sie nehmen den Kampf gegen die Behörden und die sie unterstützenden Boestrumer Stadtjungs auf.
Denn der Stadtverordnete Benno Biersack hat aus nicht ganz uneigennützigen Motiven vor, einer vorgeblichen Katzenplage zu Leibe zu rücken. Biersack möchte nicht weniger als alle felidae töten und deren Felle verarbeiten. Als vorgeschobener Beweggrund wird der Kampf gegen die Tollwut genannt. Für jede abgelieferte Samtpfote bietet der Katzenhasser 20 Pfennig. Die empörten Tertianer beschließen, einen Gegenfeldzug zu starten. Des Nachts schleichen sie nach Boestrum rein und malen an die Wände die Aufforderung „Seid gut zu den Tieren!“ Zwar wird ein Schüler von einem Wachtmeister arretiert, doch können seine Mitschüler ihn bald wieder befreien. Außerdem beginnen die Tertianer, systematisch die Katzen einzusammeln, um sie vor ihrem gewaltsamen Tod zu bewahren. Schließlich kapern die Tertianer Biersacks Schiff und nehmen den Stadtabgeordneten gefangen. Auf einmal tauchen nun rivalisierende Gymnasiasten des Ortes auf, weil sie auf das Katzen-Fanggeld nicht verzichten wollen. Zwischen den beiden Schülerklassen kommt es zu einer wüsten Keilerei, die erst entschieden wird, als sich Daniela mit ihren beiden riesigen Doggen und ihrer Beherztheit ins Getümmel wirft und die Stadtschüler daraufhin die Flucht ergreifen. Der Kampf der Tertia gipfelt in einer Protestaktion vor dem Rathaus, wodurch der Ratsbeschluss wieder zurückgenommen wird.

## Produktionsnotizen
Der Kampf der Tertia entstand als Produktion der Terra-Film im Herbst 1928 an der Nordsee und im Wattenmeer (Hallig Süderoog), Sandbank Süderoogsand sowie in Friedrichstadt an der Eider. Die Atelieraufnahmen wurden in Berlin gedreht. Regisseur Mack konnte angesichts schwerer Stürme und Wasserfluten acht Wochen lang nur etwa ein bis zwei Stunden pro Tag drehen.
Die Photographie besorgte Emil Schünemann, Rudolf Strobl übernahm die Aufnahmeleitung. Hans Jacoby gestaltete die Filmbauten. Alexander von Lagorio und Leon Malachowski zeichneten für die optischen Spezialeffekte (Lagorio die Kombinationsaufnahmen, Malachowski die Zeichentrickaufnahmen) verantwortlich. Die Uraufführungsmusik kompilierte und dirigierte Dr. Giuseppe Becce.
Der Film lag am 21. Dezember 1928 der Filmprüfstelle in einer Länge von 2965 Metern (7 Akten) zur Zensur vor und wurde unter der Nummer B.21 248 genehmigt.
Eine kürzere Fassung von 2522 Metern (7 Akte) wurde der Zensur am 16. Jänner 1929 vorgelegt und unter der Nummer B.21419 zugelassen.
Eine auf 256 Meter (2 Akte) zusammengekürzte Fassung passierte die Zensur am 21. August 1930 unter der Nummer B.26 649 und wurde unter dem Titel “Tertianerstreiche” verliehen.
Der Kampf der Tertia wurde am 18. Januar 1929 im Mozartsaal in Berlin uraufgeführt.
In Österreich lief er unter dem Titel “Jugend”. Verliehen wurde er vom Filmhaus Bruckmann & Co. AG (Berlin/Düsseldorf).

## Rezeption
Am 22. Januar 1929 besuchen 500 Tertianer eine Sondervorstellung des Films im Mozartsaal.
Wie die LichtBildBühne in ihrer Ausgabe vom 2. Februar 1929 berichtete, war der Film ein großer Kassenerfolg ; die Vorstellungen seien zu diesem Zeitpunkt stets ausverkauft gewesen und die Terra-Lichtspiele in Berlin mussten zum ersten Mal vier Vorstellungen pro Tag anberaumen.
Ende der 1920er Jahre  war  Speyer als viel gespielter Dramatiker, Verfasser von auflagenstarken Unterhaltungs-  und Gesellschaftsromanen [...] sowie den beiden viel gelesenen Jugenderzählungen “Der Kampf der Tertia” (1927) und “Die goldene Horde” (1931) ein von der deutschen Filmindustrie geschätzter und hofierter Autor.
Zwischen 1927 und 1931 wurden drei seiner erfolgreichsten Romane – “Charlott etwas verrückt”, “Der Kampf der Tertia” und “Ich geh aus und du bleibst da”  – unmittelbar nach ihrem Erscheinen zur Grundlage abendfüllender Spielfilme genommen. Im Zuge der Werbemaßnahmen für diese Verfilmungen prangte Speyers Name auf Plakaten und Annoncen, sein Konterfei fand sich in den Jahrbüchern der beteiligten Filmgesellschaften ganzseitig abgebildet,  andere seiner Bücher wurden sofort nach ihrem Erscheinen von der Filmbranche auf geeignete Stoffe hin gesichtet und in Branchenblättern und Filmzeitschriften  besprochen.
Anlässlich  der  Premieren  erschienen  preisgünstige, mit Standbildern und Produktionsfotos illustrierte Sonderausgaben seiner Romane als »Buch zum Film«.
(Michael Wedel: Wilhelm Speyer und der Film, S. 78–79)
- Die zeitgenössische Kritik fand ebenso wie jene nach 1945 überwiegend lobende Worte für Max Macks Spätwerk.

Hans Feld im Film-Kurier, Berlin, Nr. 18 vom 19. Januar 1929 attestierte dem “Pionier des deutschen Films Max Mack” den “völlig geglückten Bruch mit der Vergangenheit”, den er mit seinem “vollen Einsatz für den Film von morgen” gewagt habe.
Fritz Walter im Börsen-Courier, Nr. 33 von 20. Januar 1929 hob lobend hervor, dass sowohl Autor Eggebrecht als auch Regisseur Mack „eine wahrhaft jugendliche Welt dargestellt“ hätten, was eine „vortreffliche Grundlage zur einfachen und klaren Entwicklung der Vorgänge“ gewesen sei, die sie berichten wollten.
Walter Benjamin konstatierte in der Literarischen Welt, Berlin 5. Jahrgang, Nr. 5 vom 1. Februar 1929, auf S. 8: „Hier ist nicht ein Roman verfilmt worden“, denn Regisseur wie Autor hätten sich beide „von der gleichen Atmosphäre, dem gleichen Erfahrungsschatz, dem gleichen Kollektivum inspirieren lassen“. Er lobte besonders die schauspielerische Leistung von Gustl Starck-Gstettenbaur, der sich in der Rolle des Borst als ein „treuer Helfer seines Regisseurs und ein aufgeweckter Leser des Dichters“ erwiesen habe.
Siegfried Kracauer schrieb 1947 in seinem Standardwerk Von Caligari bis Hitler, der Film weise „ein sensibles Verständnis für vorpubertäre Gefühle“ auf.
- Jahrzehnte später wurde man anlässlich der Wiederaufführung dieses Films (1990) auch noch auf weitere Details aufmerksam:

„Geradezu modern mutet [...] der geschickte Gebrauch propagandistischer Mittel zur Beeinflussung der öffentlichen Meinung“ in Gestalt von Graffiti, Bekanntmachungen und Spendenaufrufen an, den die Schüler „in dem frühen Tierschützer-Film“ schon in den 1920er Jahren praktiziert hätten. Hervorgehoben wurden auch „einige Regieblitze“ wie die als Zeichentrickfilm ausgeführte Episode mit dem Katzenangriff auf den Fellhändler.
(Reinhard Kleber in: Kinder Jugend Film Korrespondenz 46-2/1991)
- Filmmusik

Widersprüchlich wurde die Musikillustration von Dr. Becce besprochen. Während ein anonymus in der Beilage “Film und Ton” zur LichtBildBühne Nr. 22 vom 26. Jänner 1929 die Begleitung als “geschmackvoll und vornehm” empfand, da “trotz der zahllosen Katzen auch nicht ein ‘Miau’ aus dem Orchester” zu hören gewesen sei, beklagte Kritiker Hans Feld im Film-Kurier Nr. 18 vom 19. Jänner 1929 eine “betrübliche Disziplinlosigkeit” im Orchester, welches wohl “durch die unmotivierten Tempi irritiert” gewesen sei. Doch auch mit Auswahl und Aktualität der kompilierten Stücke war er nicht einverstanden: “Es geht nicht an, zu einem Film von morgen [...] ältesten Illustrationsmischmasch von vorgestern zu spielen”.

## Nachleben
1952 verfilmte Erik Ode den Stoff noch einmal mit Ton unter dem Alternativtitel “Daniela und die Teufelskerle”. Brigitte Rau spielte die Titelrolle.
- Wiederaufführungen

Eine beschädigte Kopie aus dem Bestand der Cinémathèque Suisse in Lausanne wurde auf Initiative des Deutschen Filmmuseums in Frankfurt am Main eigens für das 16. Internationale Kinderfilmfestival vom 18. bis 28. September 1990 in Frankfurt am Main rekonstruiert und dort in einer Sondervorführung gezeigt.
Beim Le Giornate del Cinema Muto | 26. Pordenone Silent Film Festival lief der Film im Oktober 2007 im Rahmen der von Hans-Michael Bock (CineGraph) kuratierten Reihe L'altra Weimar / The Other Weimar.
Die Friedrich Wilhelm Murnau-Gesellschaft Bielefeld e. V. präsentierte den Film auf ihrem Film- und Musikfest am Sonntag, den 9. November 2008 morgens um 11.30 Uhr. Mit Improvisationen am Klavier begleitete der Bielefelder Pianist Matthias Klause-Gauster.
Die Kinokooperative Fürth zeigte “Der Kampf der Tertia” in ihrem Programmkino “Ufer-Palast” im Kulturforum Fürth am Sonntag, den 17. Mai 2015 in einer Matinée um 11:30 Uhr mit einführendem Vortrag und Klavierbegleitung durch Dr. D. Meyer.